# Destroy All Monsters
Destroy All Monsters war eine US-amerikanische Band, die 1973 in Ann Arbor gegründet wurde. Sie bezeichneten sich als Anti-Rockband, die mit einer „Menagerie aus Wörtern, Bildern und Tönen“ gegen den vorherrschenden „Zirkus aus Rockstar-Bullshit und musikalischer Leere“ antraten.

## Bandgeschichte
Destroy All Monsters – benannt nach einem japanischen Monsterfilm aus dem Jahr 1968, deutscher Titel Frankenstein und die Monster aus dem All – wurde 1973 von den Kunststudenten der University of Michigan Mike Kelley, Jim Shaw, Niagara (Lynn Rovner) und Cary Loren gegründet. Bei ihren Auftritten in der Gegend von Ann-Arbor zeigten sie vor dem Hintergrund von Trashfilmen, die Loren in seinem Keller produzierte, eine blutige Show mit experimenteller Musik. Ihr erster Auftritt endete nach zehn Minuten: sie wurden von der Bühne gebeten.  Als Vorbilder nannten sie Man Ray, The Velvet Underground and Nico, The Hairy Who, Silver Apples, Captain Beefheart, Stanley Mouse, Sun Ra, Comics, Stooges, Beardsley und MC5. Ihre Show war geprägt von „einem Gefühl von Schwermut, Desaster und Apokalypse gemischt mit Anflügen von Anarchie, Comedy und Absurdität“.
1976 verließen Kelley und Shaw die Gruppe, um ihr Kunststudium in Los Angeles fortzusetzen. Bis dahin hatte Destroy All Monsters keine Platten veröffentlicht. Niagara und Loren verpflichteten 1977 die Zwillingsbrüder Larry und Ben Miller (Gitarre, Saxofon). Im gleichen Jahr kamen mit Ron Asheton (Gitarre; zuvor bei den Stooges) und Michael Davis (Bass; zuvor bei MC5) zwei namhafte Rockmusiker dazu, wenig später der Schlagzeuger Rob King. In dieser Besetzung brachten sie 1978 ihre erste Single Bored heraus, die im Vereinigten Königreich von Cherry Red vermarktet wurde und in der Musikpresse Beachtung fand.
Danach brach die Gruppe auseinander. Niagara hatte sich von Loren getrennt und war mit Asheton zusammen. Loren und die Millers verließen Destroy All Monsters. Ende 1978 veröffentlichte Loren die Live-EP Days of Diamonds auf seinem eigenen Label Black Hole, gefolgt 1979 von der EP Blackout in the City, jetzt unter dem Bandnamen Xanadu. An diesen Projekten waren die Miller-Brüder und Rob King beteiligt. Unterdessen machten Niagara und Asheton mit unterschiedlichen Musikern separat weiter und veröffentlichten drei Singles. 1980 unternahm die Band eine mäßig erfolgreiche Großbritannien-Tournee. 1985 löste sich Destroy All Monsters endgültig auf.
1995 taten sich die ursprünglichen Bandmitglieder wieder zusammen. In der Folge erschienen Kompilationen und neue Alben. Verschiedene Ausstellung in Japan, den Vereinigten Staaten und Europa befassten sich mit dem Werk von Destroy All Monsters. 2009 starb Ron Ashton an Herzversagen. 2012 beging Mike Kelley Suizid.

## Diskografie (Auszug)
Alben
- 1996: Backyard Monster Tube (Time Stereo)
- 1998: Backyard Monster Tube and Pig (The End Is Here)
- 2002: Swamp Gas (The End Is Here)
- 2009: Double Sextet (Compound Annex)

Extended Plays
- 1979: Days of Diamonds (Black Hole Records)

Live-Alben
- 1989: Live (Fan Club)
- 1996: Silver Wedding Anniversary (Sympathy For The Record Industry)
- 2003: The Detroit Oratorio (Compound Annex)
- 2004: Live in Tokyo & Osaka (Compound Annex)

Soundtracks
- 1996: Radio Teardrop (The End is Here)

Kompilationen
- 1989: November 22, 1963 (Revenge Records)
- 1994: 1974–1976 (Ecstatic Peace!)